# Nujabes
Jun Seba (瀬場潤), född 7 februari 1974, död 26 februari 2010, var en japansk hiphopproducent känd under artistnamnet Nujabes.
26 februari 2010 var Jun Seba inblandad i en allvarlig bilolycka i Tokyo. Han avled senare på sjukhus.
3 december 2011 släpptes ett postumt studioalbum, Spiritual State, ett album som han var nära på att färdigställa.

## Diskografi

### Studioalbum
- 2003 – Metaphorical Music
- 2004 – Impression
- 2005 – Modal Soul
- 2011 – Spiritual State

### Samlingsalbum
- 2003 – Hydeout Productions 1st Collection
- 2007 – Hydeout Productions 2nd Collection